# Four Sisters and a Wedding
Pour plus de détails, voir Fiche technique et Distribution.
Four Sisters and A Wedding est une comédie dramatique philippine réalisée par Cathy Garcia-Molina et sortie en 2013. 
Le film présente les jeunes actrices les plus en vue de Star Cinema, Toni Gonzaga, Bea Alonzo, Angel Locsin et Shaina Magdayao, dans le rôle des quatre sœurs qui tentent d'empêcher le mariage de leur frère cadet, joué par Enchong Dee.

## Fiche technique
- Titre original : Four Sisters and A Wedding
- Titre français : Four Sisters and A Wedding
- Réalisation : Cathy Garcia-Molina
- Scénario : Vanessa Valdez
- Photographie : Noel Teehankee
- Montage : Marya Ignacio
- Musique : Raul Mitra
- Pays d'origine : Philippines
- Langue originale : tagalog
- Format : couleur
- Genre : comédie dramatique
- Durée : 120 minutes
- Dates de sortie :
  - Philippines : 26 juin 2013

## Distribution
- Brenna Garcia : Young Teddie
- Bea Basa : Young Bobbie
- Veyda Inoval : Young Alex
- Arbey Alegado : Young Gabbie
- Coney Reyes : Grace Salazar
- Shaina Magdayao : Gabbie Salazar
- Vangie Labalan : Manang
- Enchong Dee : CJ Salazar / Reb Reb
- Toni Gonzaga : Teddie Salazar
- Bea Alonzo : Bobbie Salazar
- Angel Locsin : Alex Salazar
- Sam Milby : Tristan Harris
- Bernard Palanca : Chad
- Janus del Prado : Frodo
- Samantha Faytaren : Trixie
- Cecil Paz : Toti Marie
- Joy Viado : Sassa
- Boboy Garovillo : Honey Boy Bayag
- Carmi Martin : Jeanette Bayag
- Angeline Quinto : Princess Bayag
- Johnny Barnes : Lolo
- Mocha Uson : Mocha
- Richard Arellano : Police Chief
- Alexis Nacion : Mama Pedring Magbutay